# Felix Bauer
Felix Bauer, född 21 december 1889, var en tysk överste i Gendarmeriet. Under andra världskriget var han från 1944 till 1945 kommendör för Ordnungspolizei i distriktet Krakau i Generalguvernementet.